# Antas (kommun)
Antas är en kommun i Brasilien.   Den ligger i delstaten Bahia, i den östra delen av landet, 1 200 km nordost om huvudstaden Brasília. Antalet invånare är 17 078.
Omgivningarna runt Antas är huvudsakligen savann. Runt Antas är det ganska glesbefolkat, med 32 invånare per kvadratkilometer.